# Pseudanthias charleneae
Pseudanthias charleneae és una espècie de peix de la família dels serrànids i de l'ordre dels perciformes.

## Morfologia
- Els mascles poden assolir 7,5 cm de longitud total.[3][4]

## Hàbitat
És un peix marí que es troba entre 40-56 m de fondària.

## Distribució geogràfica
Es troba a Indonèsia.